# Gnophosema maleki
Gnophosema maleki är en fjärilsart som beskrevs av Brandt 1941. Gnophosema maleki ingår i släktet Gnophosema och familjen mätare. Inga underarter finns listade i Catalogue of Life.